# Mega (website)
Mega (geregistreerd als MEGA) is een bestandhostingservice en de opvolger van Megaupload. De website werd gelanceerd op 19 januari 2013, om samen te vallen met de eerste verjaardag van de beslaglegging van Megaupload. Nadat Gabon weigerde het nieuwe bedrijf de domeinnaam me.ga te geven, kondigde Kim Dotcom aan dat het geregistreerd zal worden in zijn nieuwe thuisland Nieuw-Zeeland onder de domeinnaam mega.co.nz.

## Geschiedenis
Kim Dotcom's eerste bestandshostingsite Megaupload werd op 19 januari 2012 platgelegd door het Amerikaanse Openbaar Ministerie, dat strafzaken tegen de eigenaars begon. Mega werd gelanceerd op 19 januari 2013. Dotcom meldde op Twitter dat meer dan 100,000 mensen zich hadden geregistreerd in het eerste uur na de lancering, speculerend dat dit Mega's snelstgroeiende begin van de geschiedenis kan zijn. Kim Dotcom meldde ook op Twitter dat de website drukbezocht werd, en ontving duizend gebruikersregistraties per minuut op het tijdstip van de tweet. Kim meldde later dat Mega meer dan 1 miljoen geregistreerde gebruikers en 60 uploads per seconde heeft. Drie dagen later was dat nummer geüpdatet naar 500 uploads die elke seconde werden voltooid. Volgens Kim heeft mega momenteel over de 50 miljoen bestanden gehost op hun servers, van die bestanden werd slechts 0,001% weggehaald door de originele eigenaars omtrent privacyredenen. Volgens Kim zijn dat 50 bestanden per dag die door de DMCA werden weggehaald. Op 7 februari 2013 werd gemeld dat de voormalig 'Chief Executive' van InternetNZ, Virkam Kumar, de nieuwe bestuursvoorzitter van Mega zou worden. Lentino zou in de plaats directeur van Mega worden, en doorgaan met zijn ondernemingsgeest en vaardigheden te bieden aan de onderneming, zei hij.

## Data-encryptie
Dotcom verklaarde dat de data op de Mega service versleuteld zouden zijn door middel van een geavanceerd AES algoritme. Aangezien Mega de encryptiesleutels van geüploade bestanden niet weet kunnen ze de inhoud niet bekijken. Om die reden kan Mega niet verantwoordelijk voor de inhoud van de geüploade bestanden worden gehouden. Dotcom verklaarde dat encryptie van bestanden hem toestaat om met een groter aantal datahostingsbedrijven verspreid over de hele wereld te werken. Dat vermindert de kans dat de overheid opnieuw een inbeslagname van de servers van Mega zal doen. Hij vermeldde in een interview met Ars Technica dat "Elk bestand met ten minste twee verschillende hosts bewaard zal worden op ten minste twee verschillende locaties," en "Dat is een groot voordeel voor ons, want je kan werken met de kleinste, meest onbetrouwbare hostingbedrijven. Het maakt niet uit, omdat ze niets kunnen doen met die gegevens."
In de eerste paar weken na de lancering van Mega werden verschillende veiligheidsproblemen gevonden, zeiden onderzoekers, een aanvaller kon het gebruiken om toegang te krijgen tot bestanden van aangemelde gebruikers. Als antwoord startte Mega een lekbeloningsprogramma die een beloning geeft tot €10.000 als mensen veiligheidsproblemenen rapporteerden aan Mega.
Het Mega-team gaf aan dat enkele firma's, zoals filmstudio's, directe toegang zullen hebben als ze de encryptiesleutels online ontdekken en vaststellen dat de inhoud hun copyright schendt. Dotcom voegde hieraan toe dat als zulke bedrijven die tool willen gebruiken, ze akkoord moesten gaan, voorafgaand het ontvangen van toegang, Mega niet aan te klagen of de site verantwoordelijk stellen voor de handelingen van zijn gebruikers.